# Naja naja
Naja indiana (Naja naja) ou cobra-capelo é uma serpente da espécie da naja venenosa encontrada no subcontinente indiano. É uma das quatro grandes espécies que causam a maioria das picadas de serpentes na Índia. Esta serpente é reverenciada na mitologia e cultura indiana, e é vista frequentemente com encantadores de serpentes. É protegida por uma lei de proteção de animais selvagens da Índia (1972).

## Descrição

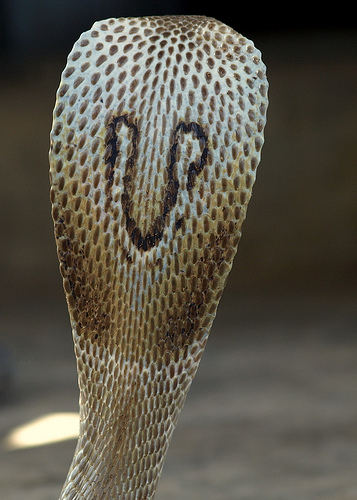
Naja-indiana de costas.

Atrás da cabeça da serpente tem  200 listas circulares ligadas por uma linha curva que semelha os óculos, por causa disso é conhecida como naja-binóculo, cobra-capelo ou serpente-de-lunetas. Os hindus acreditam que essas sejam a pegadas de Krishna, que dançavam na cabeça da serpente Kaliya. Uma cobra média mede de cerca de 1,9 metros de comprimento e raramente chega 2,4 metros.
É muitas vezes confundida com a cobra-ratívora oriental (Ptyas mucosus), mas esta cobra é muito maior e pode ser facilmente distinguida pela aparência mais proeminente do seu corpo. Outras cobras que se assemelham com a naja indiana são Argyrogena fasciolata e Coronella brachyura.
A característica mais distintiva e impressionante da naja indiana é a capa, que faz levantando a parte anterior do corpo e espalhando algumas das costelas na região do pescoço, quando ela é ameaçada.

## Ciclo vital

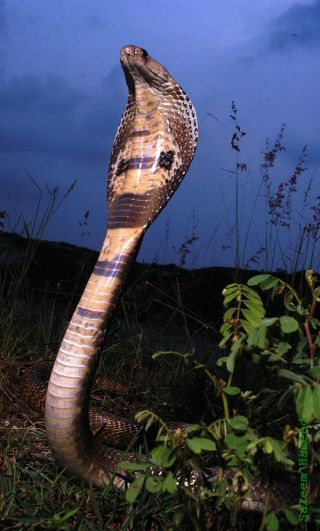

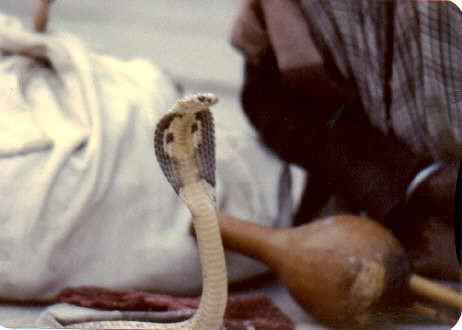

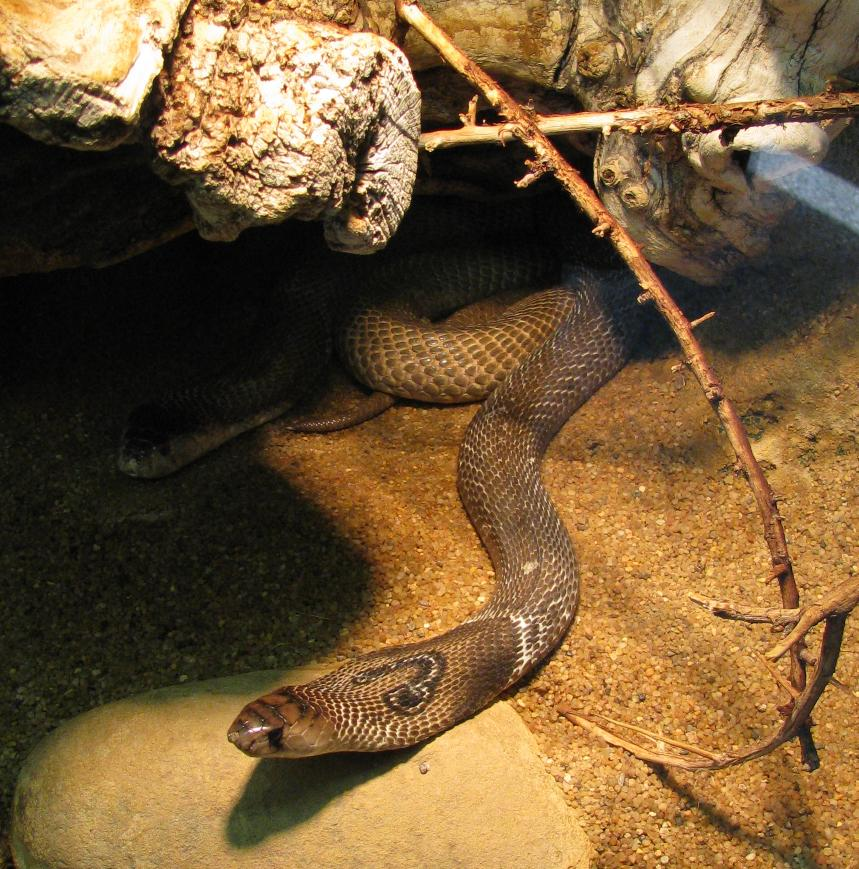

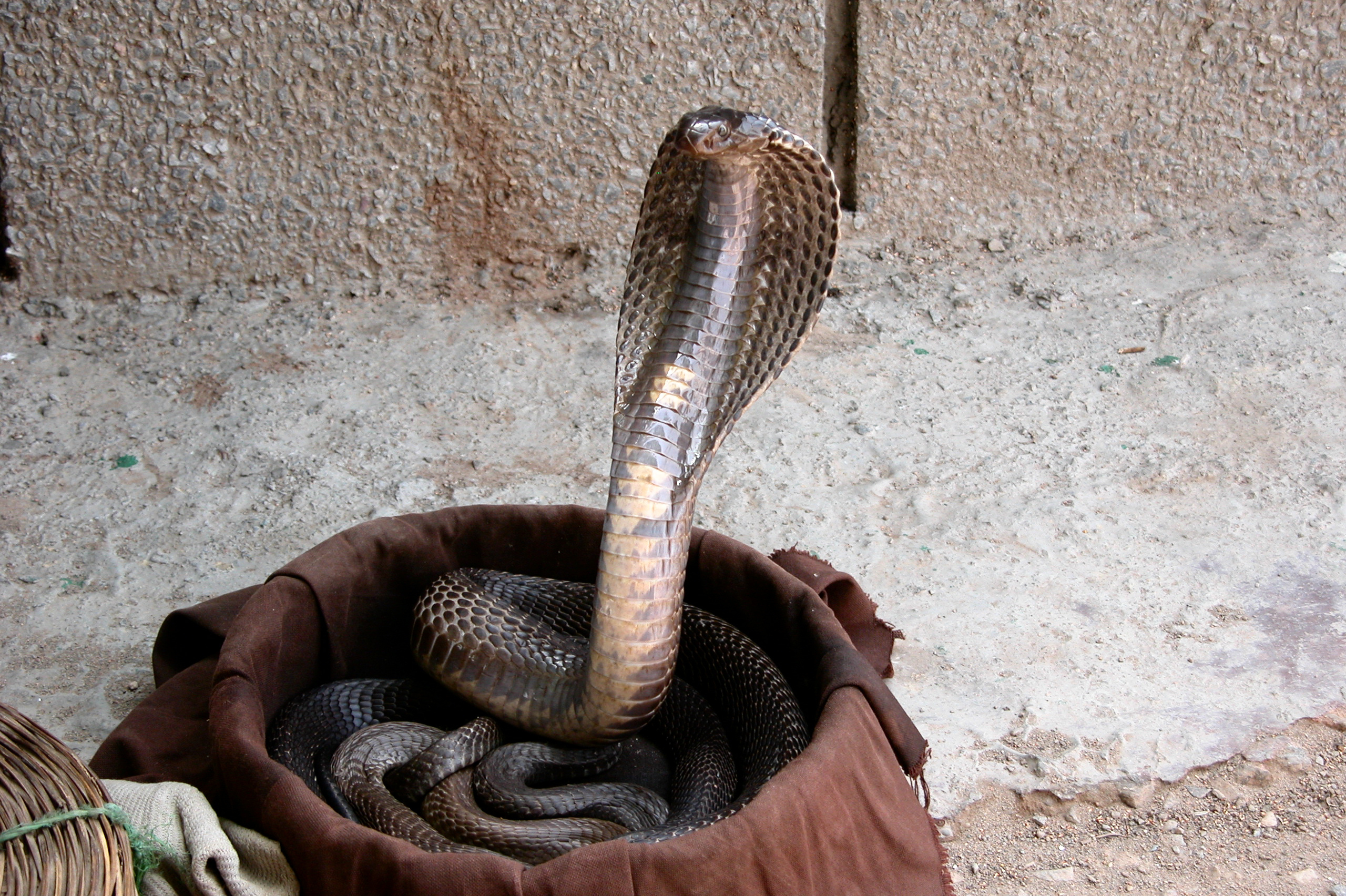

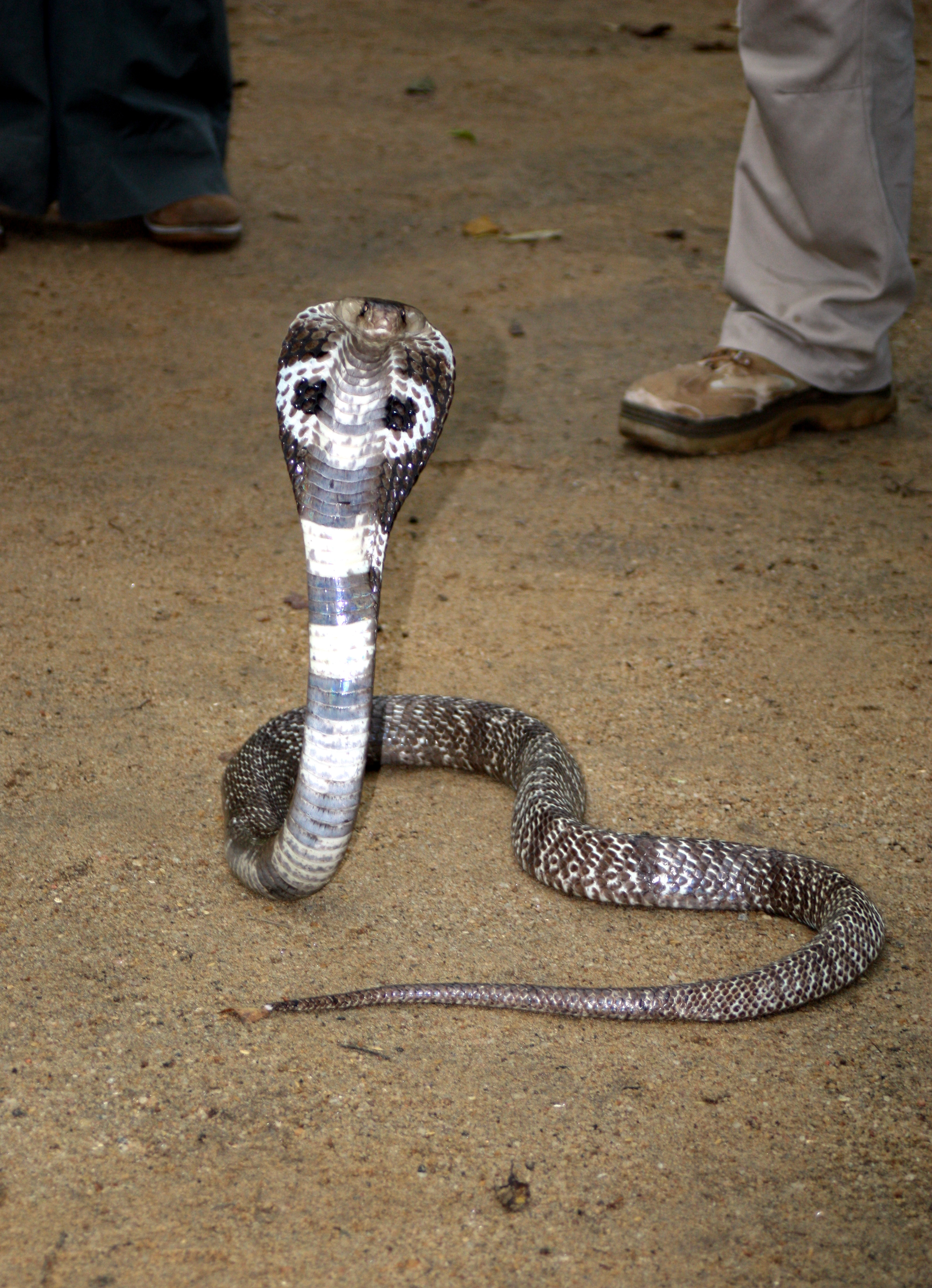

A naja é nativa do subcontinente indiano, que inclui atuais Paquistão, Índia, Bangladesh e Sri Lanka. Ela pode ser encontrada em planícies, florestas, campos abertos e regiões densamente povoadas por pessoas. Sua distribuição abrange do nível do mar até 2000m. Cobras normalmente se alimentam de roedores, anfíbios, pássaros ou mesmo outras cobras. Sua dieta ratívora leva a áreas habitadas por seres humanos, incluindo fazendas e nos arredores das áreas urbanas. Najas indianas são ovíparas e depositam seus ovos entre os meses de abril e julho. A naja fêmea põe 10 a 30 ovos em buracos de rato ou cupinzeiros e os ovos eclodem 48 a 69 dias depois. As najas recém-nascidas medem entre 20 e 30 cm. Os jovens, quando eclodem, têm glândulas de veneno totalmente funcionais.

## Veneno
O seu veneno contém uma neurotoxina pós-sináptica poderosa. O veneno age sobre as lacunas sinápticas dos nervos, assim, paralisa os músculos, e em mordidas graves leva à insuficiência respiratória ou parada cardíaca. Os componentes do veneno incluem enzimas como a hialuronidase, que causa lise e aumenta a propagação do veneno. A toxicidade do seu veneno é semelhante ao da naja chinesa e tem efeito semelhante ao de curare, substância com que os indígenas da América do Sul envenenavam suas flechas, e é uma das espécies mais venenosas com base em valor LD50 em ratos. Os sintomas de envenenamento dessa cobra pode começar de 15 minutos a duas horas após a picada, e pode ser fatal em menos de uma hora.
A naja indiana é uma das quatro grandes responsáveis das picadas no sul da Ásia um soro polivalente pode ser usado para o tratamento da picada dessa cobra. Zedoária, um tempero local com uma reputação de ser eficaz contra picada de cobra, tem se mostrado promissor em experimentos testando sua atividade contra o veneno.
O veneno de cobras jovens tem sido utilizado como uma substância de abuso na Índia, com casos de encantadores de serpentes sendo pagos pela prestação de mordidas de suas serpentes. Sintomas incluíam perda de consciência, sedação e euforia. Embora esta prática está desabituada.

### Genoma e transcriptoma
Os cientistas montaram um andaimes N50 de 223,35 Mb, com 19 esqueletos contendo 95% do genoma. Dos 23.248 genes codificadores de proteína previstos, 12.346 genes expressos na glândula de veneno constituem o 'ome-veneno' e isso incluiu 139 genes de 33 famílias de toxinas. Entre os 139 genes de toxinas estavam 19 'toxinas específicas para o veneno' (VSTs) que mostraram expressão específica da glândula de veneno, e provavelmente codificam as proteínas efetivas mínimas do núcleo do veneno. O direcionamento dessas 19 toxinas específicas usando anticorpos humanos sintéticos deve levar a um antiveneno seguro e eficaz para o tratamento de picadas de cobra indiana. Atualmente, o antiveneno é produzido pela imunização de cavalos com veneno de cobra extraído e é baseado em um processo desenvolvido há mais de 100 anos.

## Taxonomia

### Sinonímia
- Coluber caecus Gmelin, 1788
- Coluber naja Linnaeus, 1758
- Naja fasciata Laurenti, 1768
- Naja tripudians Gray, 1834
- Naia tripudians Boulenger, 1896
- Vipera naja Daudin, 1803

### Subespécies
- N. naja bombaya Deraniyagala, 1961
- N. naja ceylonicus Chatman & Di Mari, 1974
- N. naja gangetica Deraniyagala, 1945
- N. naja indusi Deraniyagala, 1960
- N. naja karachiensis Deraniyagala, 1961
- N. naja lutescens Deraniyagala, 1945
- N. naja madrasiensis Deraniyagala, 1945
- N. naja naja Smith, 1943
- N. naja polyocellata Mehrtens, 1987